# Söguþáttur Jóns Halldórssonar biskups
Söguþáttur Jóns Halldórssonar biskups es una historia corta islandesa (þáttr) que trata sobre la vida de Jón Halldórsson, obispo de Skálholt entre 1322 y 1339. Jón era descendientes de colonos noruegos y fue educado en Paris y Bolonia. El relato se conserva en códices medievales junto a otras obras de entretenimiento y para la mejora moral. Es posible que el mismo obispo particípase en la narrativa ejemplarizante y las usase en sus propios sermones. El obispo también aparece en Lárentíus saga, cuyo autor fue consagrado como sacerdote. Söguþáttur Jóns Halldórssonar biskups comparte mucho en común con las sagas de los obispos pues relata la vida de un buen hombre que se dedicaba a la edificación espiritual de los demás.